# Veira
Der Veira ist ein osttimoresischer Fluss im Verwaltungsamt Iliomar (Gemeinde Lautém).

## Verlauf
Der Veira entspringt als Vatatina im Norden des Sucos Fuat. Er fließt zunächst nach Süden, schwenkt dann aber nach Osten. Ab diesem Punkt heißt er Veira. Kurze Zeit darauf schwenkt er wieder nach Süden, tritt in den Suco Iliomar I und macht nochmals eine Wendung nach Südosten, bis er schließlich kurz vor seiner Mündung in die Timorsee nochmals nach Süden schwenkt.